# Élections régionales de 2010 en Rhénanie-du-Nord-Westphalie
Les élections régionales de 2010 en Rhénanie-du-Nord-Westphalie (en allemand : Landtagswahl in Nordrhein-Westfalen 2010) se sont tenues le 9 mai 2010 dans le seul Land allemand de Rhénanie-du-Nord-Westphalie (NRW) pour élire les députés de la quinzième législature du Landtag.
Le scrutin s'est soldé par une nette défaite de la coalition noire-jaune au pouvoir depuis les élections de 2005, et par le retour au pouvoir de la coalition rouge-verte, déjà à la tête du Land entre 1995 et 2005, mais au sein d'un gouvernement minoritaire soutenu par Die Linke selon le modèle de Magdebourg.

## Contexte
Lors des élections régionales du 22 mai 2005, le Parti social-démocrate d'Allemagne (SPD), au pouvoir, seul ou en coalition, depuis 1966, conduit par le Ministre-président sortant Peer Steinbrück, avait été défait par l'Union chrétienne-démocrate d'Allemagne (CDU) de l'ancien ministre fédéral de l'Éducation Jürgen Rüttgers, qui avait remporté 44,8 % des voix, en hausse de 7,8 points, et 89 députés sur 187, alors que le SPD n'avait obtenu que 37,1 %, en recul de 5,7 points, et 74 élus. Le Parti libéral-démocrate (FDP) et l'Alliance 90 / Les Verts avaient été les deux seuls autres partis à entrer au Landtag en recueillant 6,2 % des suffrages, tous les deux en baisse, légère pour les écologistes et plus prononcée pour les libéraux, et 12 sièges.
Peu avant les régionales de 2010 s'étaient tenues les élections fédérales du 27 septembre 2009, qui avaient vu la victoire, au plan fédéral, d'une coalition similaire à celle instituée par Rüttgers en 2005 au niveau régional. Dans le Land, la CDU avait de nouveau viré en tête avec près de 33 % des voix, contre 28 % au SPD. Le FDP était arrivé troisième avec presque 15 % des voix, conformément à son score national très élevé, devançant les Verts, avec 10 %, et Die Linke, qui, avec près de 8 %, confirme son ancrage dans les anciens bastions sociaux-démocrates de l'Ouest.

## Système électoral
Le Landtag de Rhénanie-du-Nord-Westphalie est élu au suffrage universel direct, libre, égal et secret, pour un mandat de cinq ans. Tout citoyen allemand ayant eu 18 ans au plus tard seize jours avant la date du scrutin et ayant sa résidence principale ou habituelle dans le Land peut voter. Le système électoral en vigueur est le même que celui en vigueur au niveau fédéral : sur les 181 députés qui composent l'assemblée, 128 le sont au scrutin uninominal majoritaire à un tour, le reste étant désigné sur une liste régionale.
Lorsqu'il vote, l'électeur dispose de deux voix : la première lui sert pour voter dans sa circonscription, pour un seul candidat, la seconde est utilisée pour voter en faveur d'une liste au niveau régional. Au moment du décompte, c'est le nombre de secondes voix qui va déterminer la répartition des sièges au Landtag. Une fois cette répartition faite, on retire aux partis qui en ont les élus au scrutin uninominal (les « mandats directs »), la différence étant comblée par les candidats présents sur la liste.
Ce système présente comme inconvénient la possibilité qu'un parti ait plus de mandats directs que de sièges attribués à la proportionnelle : on parle dans ce cas de « mandats supplémentaires », qui sont conservés par le parti concerné. Pour éviter que le fondement proportionnaliste du mode de scrutin ne soit ainsi remis en cause, le nombre total de sièges augmentera afin que, in fine, la répartition proportionnelle soit respectée. Le Landtag de Rhénanie-du-Nord-Westphalie est particulièrement sujet à ce risque puisque 78 % de ses sièges sont à pourvoir au scrutin uninominal, ce qui conduit à l'attribution d'un grand nombre de mandats directs. Ainsi, dans l'assemblée élue en 2005 il y avait 187 députés, soit 6 de plus que prévu.

## Principaux partis et candidats
| Parti | Parti                                                                              | Idéologie                                                     | Chef de file                              | Résultat en 2005           |
| ----- | ---------------------------------------------------------------------------------- | ------------------------------------------------------------- | ----------------------------------------- | -------------------------- |
|       | Union chrétienne-démocrate d'Allemagne Christlich Demokratische Union Deutschlands | Centre droit Démocratie chrétienne, conservatisme libéral     | Jürgen Rüttgers (Ministre-président)      | 44,8 % des voix 89 députés |
|       | Parti social-démocrate d'Allemagne Sozialdemokratische Partei Deutschlands         | Centre gauche Social-démocratie, troisième voie, progressisme | Hannelore Kraft                           | 37,1 % des voix 74 députés |
|       | Parti libéral-démocrate Freie Demokratische Partei                                 | Centre droit Libéralisme économique, social-libéralisme       | Andreas Pinkwart (Ministre de la Science) | 6,2 % des voix 12 députés  |
|       | Alliance 90 / Les Verts Bündnis 90/Die Grünen                                      | Centre gauche Écologie politique, progressisme                | Sylvia Löhrmann                           | 6,2 % des voix 12 députés  |
|       | Die Linke                                                                          | Gauche Socialisme démocratique, anticapitalisme               | Bärbel Beuermann                          | 3,1 % des voix 0 députés   |

## Campagne

### Thèmes régionaux dominants
La campagne électorale s'est principalement concentrée sur le thème de la politique éducative. La coalition noire-jaune, qui se félicitait d'avoir réussi à réduire l'absentéisme scolaire, était elle-même divisée sur la question, la CDU souhaitant conserver le schéma tripartite classique alors que le FDP souhaitait réunir toutes les écoles secondaires afin de créer un tronc commun, en accord avec les idées développées par la gauche. SPD, Verts et Die Linke étaient en outre d'accord pour abolir les frais de scolarité, que le centre droit souhaitait préserver.

### Influence politique fédérale
Outre les questions régionales, la politique fédérale a joué un rôle certain dans la campagne, dans la mesure où la Rhénanie-du-Nord-Westphalie, de par sa taille et sa population, dispose d'une influence politique informelle au niveau fédéral : les élections régionales y sont surnommées « petites législatives fédérales ». De plus, la perte du Land pour la coalition noire-jaune signifiait également la perte de la majorité absolue au Bundesrat, la chambre des Länder. Les sociaux-démocrates et les Verts ont d'ailleurs indiqué qu'une telle hypothèse leur permettrait de bloquer la volonté du gouvernement fédéral de repousser la sortie du nucléaire civil, à laquelle les Allemands sont attachés. La crise de la dette publique grecque et ses conséquences, en particulier l'imposant plan de sauvetage, ont également joué un rôle majeur dans le scrutin puisque la chancelière Angela Merkel, inquiète de l'impopularité d'un soutien à un État membre peu vertueux après les sacrifices consentis par les Allemands pour assainir leurs finances publiques, a longtemps tergiversé, espérant ne pas avoir à se prononcer sur un tel plan avant la tenue des élections. Le cabinet a également été critiqué pour avoir retardé l'annonce de sa nouvelle politique fiscale, se justifiant par l'attente des estimations officielles complètes. L'opposition et les médias l'ont alors accusé d'attendre la fin des élections car la promesse d'une baisse massive des impôts, faite au moment des élections fédérales de 2009, se révélerait impossible à tenir compte tenu du contexte budgétaire et économique.

### Sondages
| Institut            | Date       | CDU    | SPD    | FDP   | Verts  | Die Linke |
| ------------------- | ---------- | ------ | ------ | ----- | ------ | --------- |
| Emnid               | 06.05.2010 | 37,0 % | 33,0 % | 8,0 % | 12,0 % | 5,0 %     |
| Forsa               | 06.05.2010 | 37,0 % | 37,0 % | 6,0 % | 10,0 % | 5,0 %     |
| GMS                 | 05.05.2010 | 37,0 % | 33,0 % | 7,0 % | 12,0 % | 6,0 %     |
| Emnid               | 02.05.2010 | 38,0 % | 33,0 % | 8,0 % | 11,0 % | 6,0 %     |
| FgW                 | 30.04.2010 | 35,0 % | 33,5 % | 8,5 % | 11,0 % | 6,0 %     |
| Infratest           | 29.04.2010 | 37,5 % | 33,0 % | 7,5 % | 12,0 % | 5,5 %     |
| Forsa               | 28.04.2010 | 39,0 % | 33,0 % | 7,0 % | 10,0 % | 6,0 %     |
| Emnid               | 24.04.2010 | 38,0 % | 34,0 % | 8,0 % | 11,0 % | 6,0 %     |
| OmniQuest           | 23.04.2010 | 37,5 % | 36,8 % | 5,1 % | 12,8 % | 4,8 %     |
| Forsa               | 21.04.2010 | 38,0 % | 34,0 % | 8,0 % | 9,0 %  | 6,0 %     |
| Forsa               | 14.04.2010 | 39,0 % | 34,0 % | 6,0 % | 12,0 % | 5,0 %     |
| Infratest           | 11.04.2010 | 38,0 % | 34,0 % | 7,0 % | 12,0 % | 6,0 %     |
| GMS                 | 09.04.2010 | 39,0 % | 32,0 % | 7,0 % | 12,0 % | 6,0 %     |
| Infratest           | 11.04.2010 | 38,0 % | 34,0 % | 7,0 % | 12,0 % | 6,0 %     |
| GMS                 | 09.04.2010 | 39,0 % | 32,0 % | 7,0 % | 12,0 % | 6,0 %     |
| Emnid               | 04.04.2010 | 38,0 % | 32,0 % | 8,0 % | 12,0 % | 7,0 %     |
| Dernières élections | 18.09.2005 | 44,8 % | 37,1 % | 6,2 % | 6,2 %  | 3,1 %     |

## Résultats

### Scores
| Parti                          | Parti                                        | Suffrages | Suffrages | Suffrages | Sièges | Sièges        | Sièges  | Sièges |
| Parti                          | Parti                                        | Voix      | %         | +/-       | MU1    | +/-           | Députés | +/-    |
| ------------------------------ | -------------------------------------------- | --------- | --------- | --------- | ------ | ------------- | ------- | ------ |
|                                | Union chrétienne-démocrate d'Allemagne (CDU) | 2 681 700 | 34,6 %    | 10,2      | 67     | 22            | 67      | 22     |
|                                | Parti social-démocrate d'Allemagne (SPD)     | 2 675 818 | 34,5 %    | 2,6       | 61     | 22            | 67      | 7      |
|                                | Alliance 90 / Les Verts (Grünen)             | 941 162   | 12,1 %    | 5,9       | 0      | en stagnation | 23      | 11     |
|                                | Parti libéral-démocrate (FDP)                | 522 229   | 6,2 %     | 0,5       | 0      | en stagnation | 13      | 1      |
|                                | Die Linke                                    | 435 627   | 5,6 %     | 2,5       | 0      | en stagnation | 11      | 11     |
|                                | Parti des pirates                            | 119 581   | 1,6 %     | 1,6       | 0      | en stagnation | 0       | 0      |
|                                | Pro NRW                                      | 106 932   | 1,4 %     | 1,4       | 0      | en stagnation | 0       | 0      |
| TOTAL (participation : 59,3 %) | TOTAL (participation : 59,3 %)               | 7 324 919 | 93,5 %    | n/a       | 128    | en stagnation | 181     | 6      |

### Élus
Liste des députés de la quinzième législature du Landtag de Rhénanie-du-Nord-Westphalie

### Analyses
La coalition noire-jaune de Jürgen Rüttgers, au pouvoir depuis cinq ans, perd très clairement sa majorité absolue en cédant un total de vingt-et-un sièges, du fait du très mauvais score enregistré par la CDU, le plus mauvais de son histoire régionale. À gauche, le SPD de Hannelore Kraft perd du terrain, régressant à son niveau de 1954, mais réussit presque à égaler le score des chrétiens-démocrates, qui le distance d'à peine six mille voix. Les sociaux-démocrates peuvent en outre compter sur le très bon score des écologistes, qui restent, mais de façon bien plus claire, la troisième force politique du Land, et battent leur précédent record de 10 % des suffrages, obtenu au scrutin de 1995. Pour le FDP, qui avait fait une percée aux élections fédérales de 2009, le résultat est très décevant, puisqu'il n'améliore quasiment pas son score. Enfin, Die Linke réussit son entrée au Landtag mais avec un faible score, juste au-dessus de la barre des 5 % requis, une contre-performance compte tenu de la sociologie électorale de la Rhénanie-du-Nord-Westphalie.

### Conséquences
Kraft ayant déclaré que « la coalition noire-jaune a été battue », elle entame des négociations en vue d'accéder au poste de Ministre-présidente. Elle tente dans un premier temps de s'allier aux écologistes et aux libéraux dans une coalition en feu tricolore, mais se heurte au refus du FDP, ce que ces derniers écartent peu après, ce qui la pousse à essayer de former une coalition rouge-rouge-verte l'associant aux Verts et à Die Linke. Cette alliance se révélant à son tour impossible, elle envisage un temps de gouverner avec la CDU dans une grande coalition, mais y finit par y renoncer. Elle retente alors sans succès de former une coalition « rouge-verte-jaune », puis décide de constituer un gouvernement minoritaire de coalition rouge-verte toléré par Die Linke, une configuration connue sous le nom de modèle de Magdebourg et déjà mise en place entre 1994 et 2002 en Saxe-Anhalt, et de 2001 à 2002 à Berlin. Le 14 juillet, elle obtient l'investiture du Landtag au second tour de scrutin par 90 voix sur 181, devenant la première femme à diriger la Rhénanie-du-Nord-Westphalie. De son côté, Rüttgers, après avoir un temps caressé l'espoir de gouverner avec le SPD, renonce à affronter Kraft lors du vote d'investiture, et annonce qu'il quittera prochainement ses postes de président régional et de vice-président fédéral de la CDU. C'est la première fois depuis 2001 qu'un chrétien-démocrate cède le pouvoir à un social-démocrate.
Au niveau fédéral, la perte du Land se révèle dommageable à la coalition noire-jaune fédérale d'Angela Merkel, puisqu'elle perd les six voix dont dispose la Rhénanie-du-Nord-Westphalie au Bundesrat et se retrouve avec seulement 31 voix sur 69. Toutefois, du fait de certaines coalitions, l'opposition de gauche n'en comprend que 21.